# Francesco Maria Avellino
Francesco Maria Avellino (* 14. August 1778 in Neapel; † 9. März 1850 ebenda) war ein italienischer Klassischer Archäologe.

## Leben und Werk
Francesco Maria Avellino, dessen Vater in Neapel als Architekt arbeitete, war einer der vielseitigsten Wissenschaftler seiner Zeit. So war er Anwalt, Ökonom, Poet, Archäologe, Numismatiker, Epigraphiker, Philologe und Gräzist.
In seiner Heimatstadt studierte Avellino zunächst die Rechtswissenschaften, dann Archäologie in Rom, wo er u. a. Zoëga, Marini und d’Agincourt kennenlernte. Nach Neapel zurückgekehrt wurde er zuerst im Staatsdienst angestellt, hatte aber bald an der dortigen Universität nacheinander mehrere Lehrstühle inne. Zunächst war er seit März 1815 Professor für Griechische Literatur. 1809–1815 hatte er als Erzieher der Kinder Murats gewirkt. Nach des Letzteren Sturz arbeitete er wieder als erfolgreicher Anwalt, behielt aber auch seinen Lehrstuhl bei. Ab 1820 war er an der Neapeler Universität Professor für Politische Ökonomie und schließlich für Römisches Recht.  Er wurde ferner Mitglied des obersten Rats für den öffentlichen Unterricht und war Präsident der Accademia della Crusca sowie seit 1832 beständiger Sekretär der Accademia Ercolanese. Die  Bayerische Akademie der Wissenschaften wählte ihn 1842 zu ihrem auswärtigen Mitglied.
Bekanntheit erlangte Avellino vor allem durch seine archäologischen und numismatischen Arbeiten. Zwischen 1808 und 1814 veröffentlichte er einen Katalog italienischer Münzen. 1820 wurde er mit der Katalogisierung der reichen Münzsammlung des Museo Borbonico beauftragt. Außer Beiträgen zum 1824 begonnenen Prachtwerk Real Museo Borbonico lieferte er für die Accademia Ercolanese und die Accademia delle scienze, seit 1835 auch für die Società Pontaniana zahlreiche Abhandlungen.
1832 veröffentlichte Avellino mit Progresso eine Arbeit zur Archäologie, in der er für neue Methoden eintrat. 1843 begründete er das Bullettino archeologico Napoletano (Neapolitanisches Archäologisches Nachrichtenblatt) und gab davon bis 1848 sechs Bände heraus. 1839 wurde er nach dem Tod von Michele Arditi Direktor des Museo Borbonico in Neapel und gleichzeitig bis 1850 Grabungsleiter in Pompeji. Dabei tat er sich vor allem mit seinen Analysen der Befunde hervor. Mit dem Vortrag Osservazioni sopra alcune iscrizioni e disegni graffiti sulle mura di Pompei, den er 1840  vor der Accademia Ercolanese hielt, begründete er die Verwendung einer neuen Quellengattung, der Graffiti. Avellino war auch der Namensgeber dieser Quellengattung und der erste Mensch überhaupt, der das Wort verwendete.
Am 5. März 1882 wurde während einer von Luigi Landolfi gehaltenen Laudatio eine Büste zu Ehren Avellinos in Castel Capuano aufgestellt. 1843 wurde er Ritter des Ordens Pour le mérite für Wissenschaften und Künste. Seit 1812 war er korrespondierendes Mitglied der Preußischen Akademie der Wissenschaften. Die Königliche Akademie der Wissenschaften und Schönen Künste von Belgien nahm ihn 1847 als assoziiertes Mitglied auf.

## Weitere Werke (Auswahl)
- In Ariadnes Augustae numum aureum anecdotum commentarius. Morelli, Neapel 1804, (Digitalisat).
- M. Accii Plauti Capteivei. Mit Kommentar. Morelli, Neapel 1807, (Digitalisat).
- als Herausgeber: Italiae veteris numismata. 3 Bände (Bd. 1–2; Suppl.). Sangiacomo, Neapel 1808–1811-1814, (Digitalisat Bd. 1).
- Elogio di Fedele Fenaroli. Trani, Neapel 1818.
- Opuscoli diversi. 3 Bände. Tramater, Neapel 1826–1833–1836, (Digitalisate: Bd. 1, Bd. 2).
- Osservazioni del Cav. F. M. Avellino sopra una epigrafe del Real Museo Borbonico, nella quale si fa menzione di Eprio Marcello, console ed oratore. Stamperia Reale, Neapel 1831, (Digitalisat).
- In Francisci Carellii numorum veterum Italiae descriptionem adnotationes. Tramater, Neapel 1834, (Digitalisat).
- Dell'aes grave del Museo Kircheriano. Articoli due. Puccinelli, Rom 1839, (Digitalisat).
- Descrizione di una casa disotterata in Pompei 1832, 1833 et 1834. La seconda alle spalle del tempio della Fortuna Augusta con ingresso sulla strada che volgesi verso la porta della di Nola. Con un' appendice su taluni dischi marmorei figurati. Real Tipografia, Neapel 1840, (Digitalisat).
- Conghietture sopra un’ iscrizione sannitica. Stamperia Reale, Neapel 1841, (Digitalisat).
- Osservazioni sopra alcune iscrizioni e disegni graffiti sulle mura di Pompei. Stamperia Reale, Neapel 1841, (Digitalisat).